# Procópio Cardozo
Procópio Cardozo Neto (Salinas, 21 de março de 1939) é um ex-futebolista e ex-treinador brasileiro, que atuava como zagueiro. Teve passagens por grandes clubes, como Palmeiras (onde jogou com jogadores como Ademir da Guia, e Djalma Santos), Atlético Mineiro, e Cruzeiro, onde, neste último, esteve junto ao elenco de 1966, campeão da Taça Brasil.

## História
Procópio começou no infantil do Atlético Mineiro, em 1954, e, dois anos depois, se tornou atleta do Esporte Clube Renascença. Eventualmente, atraiu a atenção do Cruzeiro, que o contratou em 1959. Em sua primeira passagem, formou zaga com Nilsinho, Massinha e Cléver nas conquistas dos estaduais de 1959 e 1960, transferindo-se para o São Paulo em 1961 (o que, à época, fora a maior negociação do futebol mineiro, por Cr$5,1 milhões).
Esteve em campo, pelo Fluminense, em 110 jogos, e marcou 2 gols entre abril de 1963 e julho de 1965, tornando-se campeão carioca em 1964.
Retornou ao Cruzeiro, em 1966, por desavenças com o Atlético Mineiro, time que estava, durante a disputa da Taça Brasil, quando fez dupla com William (irmão de sua futura esposa, Mariam) na conquista deste título nacional.
Num jogo contra o Santos, pela Taça de Prata de 1968, foi atingido por Pelé e rompeu o tendão do joelho. A contusão aconteceu na melhor fase da carreira, quando aguardava a convocação para a Seleção. Depois, afastou-se dos campos por cinco anos, período em que estudou educação física pela Universidade Federal de Minas Gerais, trabalhou em um banco de Belo Horizonte e foi supervisor e técnico do juvenil do Cruzeiro.
Em 1973, Procópio retornou ao futebol - justamente contra o Santos - e contribuiu para levar o Cruzeiro às finais dos Campeonato Brasileiro de 1973 e 1974.
Jogou também pelo Atlético Mineiro, mas por apenas duas temporadas (tornando-se bicampeão mineiro de 1962-1963). Entretanto, foi bem-sucedido como treinador, pois levou o Atlético à final do Brasileiro de 1980, às semifinais da Taça Libertadores de 1981, e ao título da Copa Conmebol de 1992. Treinou, também, algumas das equipes que conquistaram o inédito hexacampeonato Mineiro do Galo de 1978 a 1983.

## Títulos

### Como jogador
Atlético-MG
- Campeonato Mineiro: 1962 e 1963

Cruzeiro
- Campeonato Brasileiro: 1966
- Campeonato Mineiro: 1959, 1960, 1961, 1967, 1968 e 1973

Fluminense
- Campeonato Carioca: 1964
- Taça Dínamo Moscou versus Fluminense: 1963

Palmeiras
- Torneio Rio-São Paulo: 1965

### Como treinador
Cruzeiro
- Campeonato Mineiro: 1977

Al-Sadd
- Liga do Catar: 1986-87

Atlético-MG
- Copa Conmebol: 1992
- Campeonato Mineiro: 1979 e 1980
- Taça Minas Gerais: 1979
- Torneio da Costa do Sol: 1980
- Torneio de Amsterdã: 1984

## Campanhas de destaque

### Como jogador
Cruzeiro
- Campeonato Brasileiro: 1973 e 1974 (Vice-campeão)

### Como treinador
Atlético-MG
- Campeonato Brasileiro: 1980 (Vice-campeão)
- Copa Conmebol: 1995 (Vice-campeão)
- Campeonato Mineiro: 1984, 1996 e 2003 (Vice-campeão)

Cruzeiro
- Campeonato Mineiro: 1978 (Vice-campeão)